# Запрудне (Кстовський район)
Запрудне (рос. Запрудное) — село в Кстовському районі Нижньогородської області Російської Федерації.
Населення становить 1834 особи. Входить до складу муніципального утворення Запрудновська сільрада.

## Історія
Від 2009 року входить до складу муніципального утворення Запрудновська сільрада.

## Населення
| 2002 | 2010  |
| ---- | ----- |
| 1852 | ↘1834 |